# 田中良平 (版画家)
田中 良平（たなか りょうへい、1933年 - 2019年）は、日本の版画家である。

## 概要
田中良平は、日本の原風景や京都の寺などを多く手がけた。いくつかの作品は、ボストン美術館、メトロポリタン美術館、クリーブランド美術館、シンガポール国立博物館にも作品が収められている。

## 略歴
田中良平は1933年、大阪府高槻市に生まれる。1955年に高槻高等学校を卒業、1963年に古野由男に師事し、エッチングを学んだ。そして1966年に日本版画協会に作品を出展し始め、1973年に正会員となり、すべてにおいて「完璧であれ」をモットーに制作を続ける。1975年に、リュブリアナ国際版画ビエンナーレ・買取賞を受賞。その後も、精力的に作品を発表し、高い評価を受ける。2019年没。